# Jonathan Carabalí
Jonathan Carabalí (* Ibarra, Ecuador, 18 de febrero de 1995) es un futbolista ecuatoriano que juega de defensa en el Club Atlético Portoviejo de la Segunda Categoría de Ecuador.

## Clubes
| Club                     | País    | Año             |
| ------------------------ | ------- | --------------- |
| Universidad Católica     | Ecuador | 2010 - 2015     |
| Macará                   | Ecuador | 2016-2017       |
| CD El Nacional           | Ecuador | 2018            |
| Club Atlético Portoviejo | Ecuador | 2019 - Presente |

## Palmarés

### Campeonatos nacionales
| Título  | Club                 | País    | Año  |
| ------- | -------------------- | ------- | ---- |
| Serie B | Universidad Católica | Ecuador | 2012 |
| Serie B | Macará               | Ecuador | 2016 |

## Participaciones internacionales
| Torneo                 | Club           | Resultado    |
| ---------------------- | -------------- | ------------ |
| Copa Libertadores 2017 | Macará         | Primera Fase |
| Copa Sudamericana 2018 | CD El Nacional | Segunda Fase |